# Diez días en un manicomio
Diez días en un manicomio es un libro de la periodista estadounidense Nellie Bly. Inicialmente se publicó como una serie de artículos para el New York World fruto de una investigación encubierta en un manicomio de mujeres; Bly luego compiló los artículos en un libro, que fue publicado en 1887.

## Contenido
En 1887, Nellie Bly aceptó una propuesta del editor del periódico donde trabajaba, Joseph Pulitzer, para realizar una investigación encubierta en un manicomio para mujeres.
Después de pasar una noche practicando expresiones frente a un espejo, se registró en una pensión. Ella se negó a irse a la cama y les dijo a los huéspedes que les tenía miedo y que parecían "locos". Pronto decidieron que estaba "loca" y llamaron a la policía a la mañana siguiente. Llevada a un tribunal, afirmó tener amnesia. El juez concluyó que había sido drogada.
El jefe del pabellón de locos del Hospital Bellevue la declaró "indudablemente loca". El caso de la "chica bastante loca" llamó la atención de los medios: "¿Quién es esta chica loca?" preguntó el New York Sun. El New York Times escribió sobre la "misteriosa niña abandonada" con la "mirada salvaje y angustiada en sus ojos" y su grito desesperado: "No puedo recordar, no puedo recordar".
Una vez admitida en el asilo, Bly abandonó cualquier pretensión de enfermedad mental y comenzó a comportarse como lo haría normalmente. El personal del hospital parecía no darse cuenta de que ya no estaba "loca" y, en cambio, comenzó a informar sus acciones ordinarias como síntomas de su enfermedad. Incluso sus súplicas para que la liberaran se interpretaron como nuevos signos de enfermedad mental. Hablando con sus compañeros pacientes, Bly estaba convencida de que algunos estaban tan "cuerdos" como ella.
Bly experimentó las condiciones deplorables de primera mano. Las enfermeras se comportaron de manera odiosa y abusiva, diciéndoles a los pacientes que se callaran y golpeándolos si no lo hacían. La comida consistía en caldo de gachas, carne de res en mal estado, pan que era poco más que masa seca y agua sucia e imbebible. Los pacientes peligrosos eran atados con cuerdas. Los pacientes fueron obligados a sentarse la mayor parte del día en bancos duros con escasa protección contra el frío. Los desechos estaban por todos lados en los lugares para comer. Las ratas se arrastraban por todo el hospital. Sobre el efecto de sus experiencias, ella escribió:

¿Qué, excepto la tortura, produciría la locura más rápido que este tratamiento? Aquí hay una clase de mujeres enviadas para ser curadas. Quisiera que los médicos expertos que me están condenando por mi acción, que ha probado su capacidad, tomaran a una mujer perfectamente cuerda y sana, la callaran y la hicieran sentar desde las 6 de la mañana hasta las 8 de la noche. en bancos de respaldo recto, no la dejéis hablar ni moverse durante estas horas, no le deis lecturas y no le hagáis saber nada del mundo ni de sus cosas, dadle mala comida y malos tratos, y veréis cuánto tarda en llegar. volverla loca. Dos meses la convertirían en un desastre mental y físico.

Después de diez días, su periódico aseguró la liberación de Nellie Bly del manicomio. Su informe, publicado primero en The New York World y luego lanzado como libro, causó sensación y le dio una fama duradera. Sobre su liberación, Bly escribió: "Salí de la sala de locos con placer y arrepentimiento: placer de poder disfrutar una vez más del libre aliento del cielo; Lamento no haber podido traer conmigo a algunas de las desafortunadas mujeres que vivieron y sufrieron conmigo y que, estoy convencida, están tan cuerdas como yo lo estaba y ahora soy yo misma."